# Ribulóza-1,5-bisfosfát
Ribulóza-1,5-bisfosfát (zkráceně RuBP) je organická sloučenina, která je součástí fotosyntézy, kde funguje jako akceptor CO2. Jedná se o dvojnásobný fosfátový ester ribulózy. Bylo izolováno několik solí RuBP, tato látka ale vykonává svou hlavní funkci v roztoku.
RuBP se vyskytuje u všech domén, archeí, bakterií i eukaryot.

## Historie
RuBP objevil Andrew Benson v roce 1951 při práci v laboratoři Melvina Calvina na Kalifornské univerzitě v Berkeley.
Calvin, který byl v době objevu mimo laboratoř a nebyl uveden jako spoluautor, odstranil z názvu původního článku celý název sloučeniny, která tak byla označena čistě jako „ribulóza“.
V této době se pro látku používalo označení ribulózadifosfát (RDP nebo RuDP), pozděšji byla předpona di- změněna na bis- , čí mž se zdůraznilo, že fosfátové skupiny neleží vedle sebe.

## Fotosyntéza a Calvinův-Bensonův cyklus

Calvinův-Bensonův cyklus ser znázorněním významu ribulóza-1,5-bisfosfátu

Enzym ribulóza-1,5-bisfosfátkarboxyláza-oxygenáza (rubisco) katalyzuje reakci RuBP a oxidu uhličitého, kterou vzniká nestabilní šestiuhlíkatý meziprodukt nazývaný 3-keto-2-karboxyarabinitol-1,5-bifosfát nebo 2'-karboxy-3-keto-D-arabinitol-1,5-bisfosfát (CKABP). Tato β-ketokyselina se hydratuje za tvorby geminálního diolu. Tento diol se následně štěpí na dvě molekkuly 3-fosfoglycerátu, součásti mnoha metabolických drah, ze kterého vzniká glukóza.
V Calvinově-Bensonově cyklu je RuBP produktem fosforylace ribulóza-5-fosfátu (vzniklého z glyceraldehyd-3-fosfátu) adenosintrifosfátem (ATP).

### RuBP a rubisco
RuBP je inhibitorem enzymu rubisco, čímž reguluje aktivitu fixace uhlíku. Při navázání RuBP na aktivní místo tohoto enbzymu je znemožněna karbonylace pomocí CO2 a Mg2+. Rubisco působením rubisco-aktivázy odštěpuje RuBP a další inhibující molekly, čímž se opětovně aktivuje.

## Ve fotorespiraci
Rubisco také katalyzuje fotorespiraci, tedy reakci RuBP s kyslíkem (O2).
Při fotorespiraci vytváří RuBP a kyslík 3-fosfoglycerát a kyselinu fosfoglykolovou.
Podobně jako u Calvinova-Bensonova cyklu je fotorespirace považována za enzymaticky neefektivní, i když je toto označení sporné.
Zvýšená míra karboxylace RuBP se snížením míry oxygenace v důsledku vyšší koncentrace CO2 v buňkách cévních svazků u C4 rostlin zpomaluje fotorespiraci. Podobně je fotorespirace omezena u rostlin využívajících CAM cyklus.

## Měření
RuBP lze měřit izotopovou analýzou přeměny 14CO2 a RuBP na glyceraldehyd-3-fosfát.